# 伊藤貞次郎
伊藤貞次郎（1859年—1924年），字暘谷，日本豐後國（今大分縣）人。漢詩詩人、官員。

## 生平
伊藤貞次郎在安政六年（1859年）出生於豐後國日出藩（今大分縣速見郡日出町）。其父伊藤松軒為日出藩藩學教授，伊藤自幼受其父親影響，熟讀漢學。之後畢業於東京帝國大學大農科大學，又拜漢學家岡松甕谷為師，研讀經史。1898年來臺擔任嘉義辨務署主記，後歷任臨時臺灣土地調查局第二課技手、臺中縣內務部拓殖課技手、臺中縣內務部拓殖課屬、深坑廳總務課技手、殖產局拓殖課屬、殖產局林務課技手、臺南樹苗育成場技手、殖產局苗圃技手等公職。
1908年殖產局博物館開館時在植物部工作，擔任總督府林業技手、殖產局苗圃主任、營林局技師等職，1911年著有《臺灣造林指針》一書。1918年5月辭職返日，後於1924年過世。
伊藤貞次郎為日人詩社「淡社」成員，詩作常見於《臺灣日日新報》中。1914年，其自選漢詩詩作，交由館森鴻校定，山口透、加藤豐山、關口無改、矢野八水等人校閱，事成後出版詩集《劍潭餘光》。